# Atheta insolida
Atheta insolida är en skalbaggsart som först beskrevs av Thomas Casey 1910.  Atheta insolida ingår i släktet Atheta och familjen kortvingar. Inga underarter finns listade i Catalogue of Life.